# Шмидт, Вильгельм Матеус
Вильге́льм Мате́ус Шмидт (нем. Wilhelm Matthäus Schmidt, 21 января 1883, Вена — 27 ноября 1936, там же) — австрийский геофизик и педагог.

## Биография
- В 1905 году окончил Венский университет, после этого работал в Центральном институте метеорологии и геодинамики в Вене.
- С 1912 преподаватель в Высшей школе почвоведения в Вене.
- С 1919 года профессор в Высшей школе почвоведения.
- С 1930 года профессор и директор Метеорологической обсерватории Венского университета.

## Область изысканий
Исследовал турбулентное перемешивание нижних слоев атмосферы и вод озёр, ввёл понятие коэффициента перемешивания.
По одной из версий, в честь него названо число Шмидта. Оно характеризует отношение конвективного и диффузного переноса.

## Источник
- Шмидт Вильгельм Матеус // Большая советская энциклопедия. — 3 изд.. — Москва: Советская энциклопедия, 1978. — Т. 29. — С. 443. — 640 с.